# バイオメトリック・パスポート

バイオメトリック・パスポートの発行国
導入済み

バイオメトリック・パスポート (英語: Biometric Passport) とは、生体認証技術を個人情報記録のために利用したIC旅券である。電子旅券、電子パスポート、ICパスポートなどとも称される。

## 概要
2001年にアメリカ同時多発テロ事件を経験したアメリカ合衆国（以下「アメリカ」）が、世界中に導入させた。現在、アメリカには本パスポートでないと、ビザ免除プログラム適用対象国の国民であってもビザ無し入国は出来ない。
IC旅券の仕様を定めている国際民間航空機関 (ICAO) では、IC旅券にバイオメトリックデータを記録する際には、顔画像を搭載することを必須事項とし、指紋画像と虹彩画像の搭載を、各国家の任意事項と定めている。
記録される顔画像は、パスポートに貼り付けられる顔写真と同じ画像である。しかし、写真は切り貼りなどの加工により、偽造される恐れが有るのに対し、ICカード内に電子的に記録されている顔画像を書き換えることは技術的に困難であるから、両者を比較対照することにより、偽造を見破ることができる。
バイオメトリック・パスポートと称してはいるが、実際には生体認証技術は用いられておらず、上記の様に電子的に記録された顔画像を、ICカードリーダーで読み込んだデータを、パソコンのディスプレイに表示して、係官が目視でチェックしている状況である。パスポートの表面記載事項に対する偽造防止（なりすまし）には効果を発揮しているが、本来目指していた「生体認証技術」を用いた、自動的な機械による高精度の本人確認が、今後の課題である。
ただし、記録が必須となっている顔画像を用いた生体認証は、高精度な本人確認をおこなうことが困難とされており、実効的な認証精度を期待するには、オプションとなっている指紋・虹彩、あるいはその他の生体情報の利用が必要である。しかし、これらは「オプション」であるために、利用が全く進んでいないのが現状である。
たとえば、アメリカではUS-VISITにより、入国する外国人の両手10指の指紋登録を必須としていたり、日本の空港でも、入国する外国人にJ-BISの指紋登録を必須事項としていたり、日本国旅券所持者向けに自動化ゲートの利用申請（任意）を行うと、指紋登録が可能だったりするが、ここで採取された指紋情報は各自のIC旅券の内蔵チップに記録されるのではなく、各国が独自に管理するサーバに記録されるだけである。
もちろん、指紋情報の国際間の相互交換は行われていない（一部の犯罪捜査などを除く）ので、ある国家で指紋登録していても、他国では利用することはできない。たとえば、日本出国時に指紋登録済みの人でも、アメリカ入国時には改めて指紋登録しなければならないし、その逆（J-BIS）も同様である。
RFID（32 kb 以上）ICカードに記録され、近距離無線通信技術により、記録されたデータの読み取りを行う。
RFID規格 (ISO/IEC 14443)、ICカード規格 (ISO/IEC 7816)、IC旅券規格 (ICAO Doc 9303) などにより規格化されている。
バイオメトリック・パスポートは、欧州、北米、環太平洋地域などでも既に発行されている。

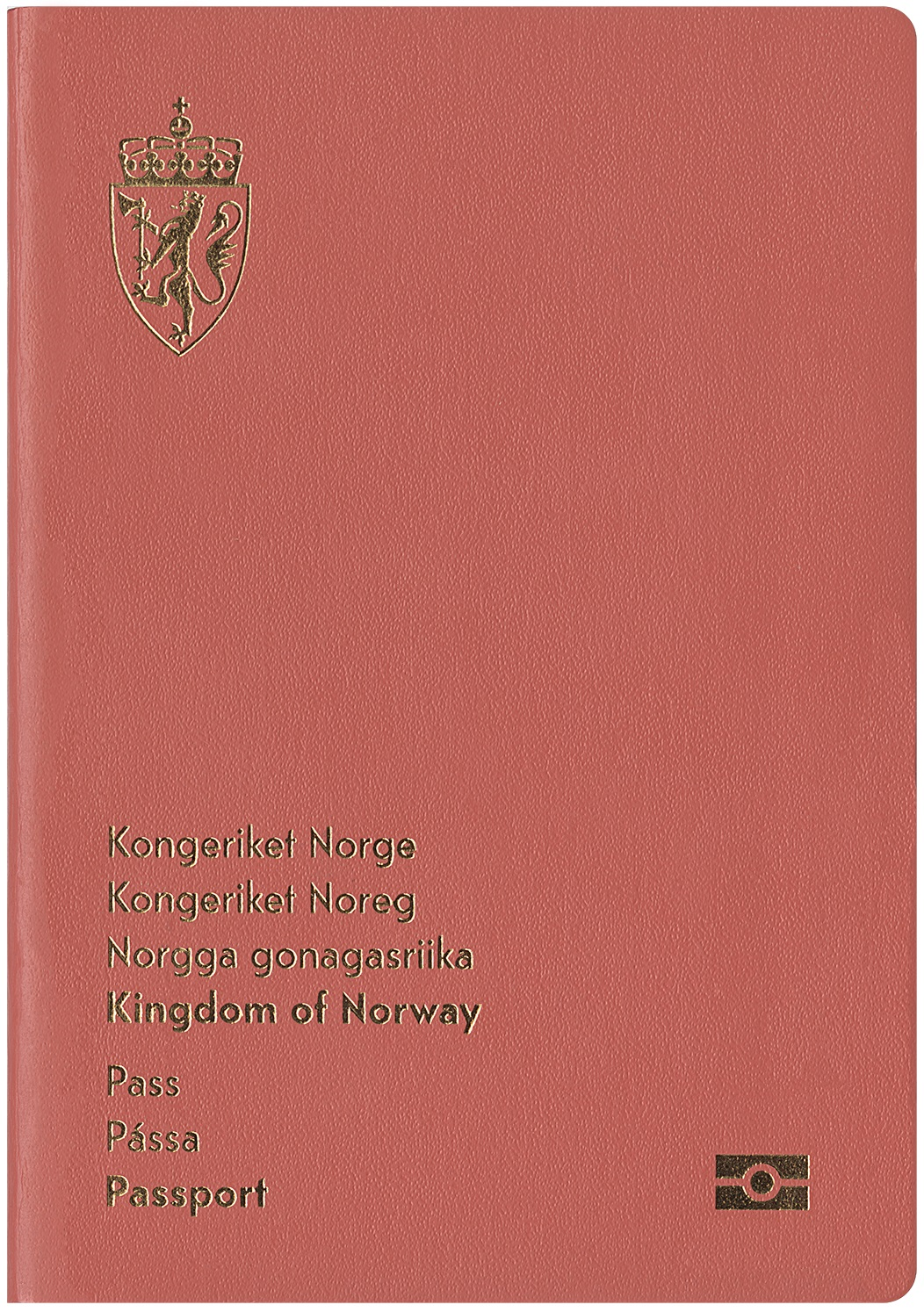
ノルウェー王国のバイオメトリック・パスポート
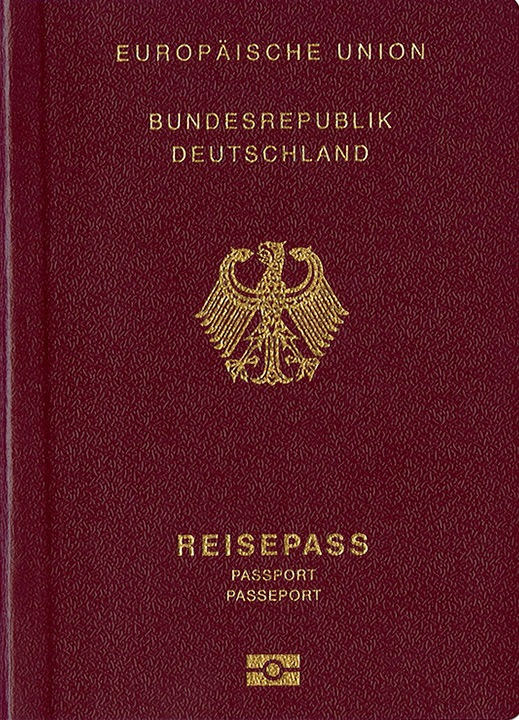
ドイツ連邦共和国のバイオメトリック・パスポート
中華民国のバイオメトリック・パスポート

## 日本国のICパスポート
日本国政府は、2006年（平成18年）3月からICパスポートの交付を開始した。ICカードは旅券冊子中央に綴じ込まれた英語: “DO NOT STAMP THIS PAGE”（このページにスタンプ捺印をしないこと）の注意書きのあるプレートに埋め込まれている。外務省によると、日本国旅券のICチップには指紋は記録されていない。

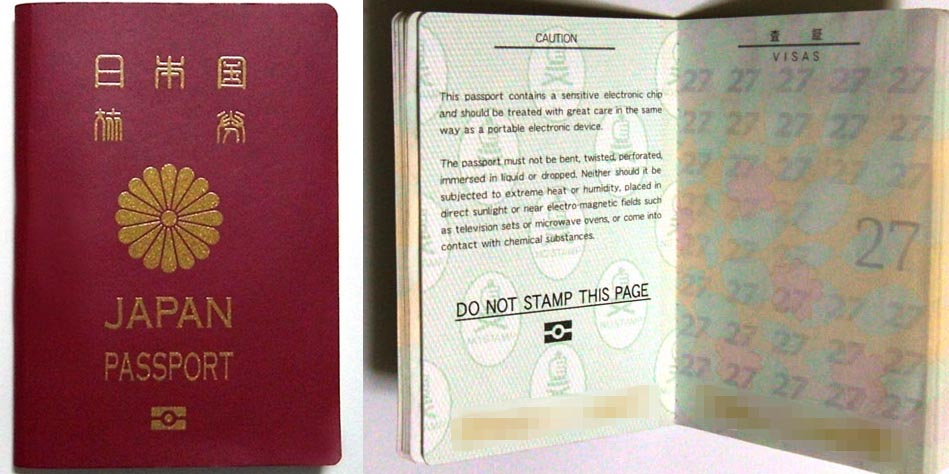
日本国旅券のICパスポートとICチップが埋め込まれたページ